# Гњиланска група ОВК
Гњиланска група је назив за групу косовских Албанаца припадника ОВК који су оптужени и осуђени за „убистава и свирепе злочине над цивилима Србима и неалбанцима у Гњилану, у другој половини 1999. године“.

## Хапшење
Дана 26. децембра 2008, 10 чланова ОВК је ухапсила српска жандармерија током претреса 17 објеката у Прешеву након више месеци праћења ове групе. Припадници групе су поред злочина у Гњилану били потнати и по другим криминалним активностима са циљем чишћења српског живља и неалбанске популације на Косову и Метохији.

## Суђење и судска пресуда
Суђење Гњиланској групи је почело 23. септембра 2009. године. Током суђења је саслушано 39 сведока. Одељење за ратне злочине Вишег суда у Београду је 21. јануара 2011. године осудило деветорицу припадника Гњиланске групе Ослободилачке војске Косова на укупно 101 годину затвора. Гњиланска група је осуђена јер је суд утврдио да су њени припадници од јуна до краја септембра 1999. године на територији Гњилана учествовали у паљењу кућа, противправном затварању 153 цивила, мучењу већег броја цивила српске и неалбанске националности, услед чега су убили најмање 80 цивила српске и неалбанске националности. Један део жртава од 34 цивила се и даље воде као нестали. Пресуду је изрекла судија Снежана Николић-Гаротић, и напоменула да је суд према изнесеним доказима утврдио да су оптужени злочине починили са умишљајем, те да су их „предузимали са циљем да протерају Србе са Косова“.

## Злочин
Група је киднаповала, силовала и убијала Србе на три познате локације у Гњилану током 1999. године. Многе жртве су убијене у подруму средњошколског интерната у Гњилану. Жртве су најпре киднаповане, а затим одвођене у школу где су свлачене, везиване, понижаване, над њима је вршена тортура, сечени су ножевима (кастрација), на њих су стављане пластичне кесе и везивани су жицом, премлаћивани су металним штанглама, нокти су им чупани, силовани су и убијани. Неке од жртава су убијане експериментишући кроз колико тела може да прође метак, а једна старица је везана за два возила која су затим покренута у супротним правцима. Сва тела су тешко оштећена и сакривена/бачена су на различите локације (попут Либочког језера или су тела у деловима бацана у контејнере). Повреде на свим телима показале су да су жртве умрле услед екстремне тортуре.
Међу жртвама се налазе деца (и бебе), труднице и старе особе.

## Осуђени за злочине
- Самет Хајдар, Селимон Садику и Агуш Мемеши на по 15 година затвора,
- Назиф Хасани, Ахмет Хасани, Фатон Хајдари и Бурим Фазлију на по 10 година затвора,
- Ферат Хајдари и Камбер Сахити на по осам година затвора

Поред осуђених, најодговорнији чланови „гњиланске групе“ су у бјекству: Фазлија Ајдарија, Реџепа Алија, Шаћира Шаћирија, Шефкета Муслија, Фадика Алија, Идриза Алија, Шемсија Нухијуа и Рамадана Халимија.